# Ulf Linde
 Ulf Linde  (Estocolmo, 1929 - Danderyd 2013) foi um crítico de arte, escritor e músico de jazz sueco.
Foi professor de Teoria da Arte na Real Escola Superior de Belas-Artes de Estocolmo (1968-1976), diretor do Museu de Arte Moderna de Estocolmo (1973-1976) e diretor da Galeria Thielska (Thielska galleriet, 1977-1997).

## Academia Sueca
Ulf Linde ocupou a cadeira 11 da Academia Sueca, desde 1977, tendo sucedido a Eyvind Johnson, e sido sucedido por Klas Östergren, em 2014.

## Obras do autor
- Spejare : en essä om konst. Estocolmo, 1960.
- Lennart Rodhe, Bonniers små konstböcker, 2. Estocolmo, 1962.
- Siri Derkert, Bonniers små konstböcker, 6. Estocolmo, 1964.
- Eyvind Johnson : inträdestal i Svenska akademien. Estocolmo, 1977.
- Ragnar Sandberg, Publikation / Sveriges allmänna konstförening, 88. Estocolmo, 1979.
- Efter hand : texter 1950-1985. Estocolmo, 1985.
- Marcel Duchamp : Moderna museet 15 november 1986 - 25 januari 1987, Moderna museets utställningskatalog, 212. Estocolmo, 1986.
- Mot fotografiet. Estocolmo, 1989.
- Richard Bergh : ur minnesteckning av herr Linde. Estocolmo, 1993.
- Om att bara finnas : dikter / Wallace Stevens ; tolkade av Ulf Linde. Estocolmo, 1998.
- Presentationer : Ulf Linde på Thielska 1977-1997. Estocolmo, 1999.
- Svar. Estocolmo, 1999.
- Jazz : kåserier i Orkesterjournalen 1950-1953 och två artiklar. Estocolmo, 2004.
- Edvard Munch och Thielska galleriet. Estocolmo, 2007.
- Från kart till fallfrukt : 70 korta kapitel om mitt liv et cetera. Estocolmo, 2008.
- Sammelsurium. Estocolmo, 2011.
- Ulf Linde Jazz – 1948-52 – CD com música de jazz